# Heroine
Heroine är post-hardcorebandet From First to Lasts andra album, utgivet 21 mars 2006 på Epitaph Records. Det producerades av Ross Robinson som tidigare bland annat arbetat med Korn och Limp Bizkit. Wes Borland spelade bas på albumet, efter att Jon Weisberg tidigare sparkats ur bandet. Det är också gruppens sista album med Sonny Moore som sångare.
Två singlar släpptes från albumet, "The Latest Plague" och "Shame Shame".
Albumet nådde 25:e plats på Billboard 200.

## Låtlista
1. "Mothersound" - 4:01
2. "The Latest Plague" - 3:19
3. "...And We All Have a Hell" - 3:22
4. "Afterbirth" - 3:16
5. "World War Me" - 3:09
6. "Shame Shame" - 3:35
7. "The Crows Are Coming for Us" - 4:55
8. "The Levy" - 3:49
9. "Waves Goodbye" - 4:22
10. "Waltz Moore" - 4:08
11. "Heroine" - 5:42